# Dicranomyia imitabilis
Dicranomyia imitabilis är en tvåvingeart som först beskrevs av Alexander 1942.  Dicranomyia imitabilis ingår i släktet Dicranomyia och familjen småharkrankar. Inga underarter finns listade i Catalogue of Life.